# Carnavalsoptocht

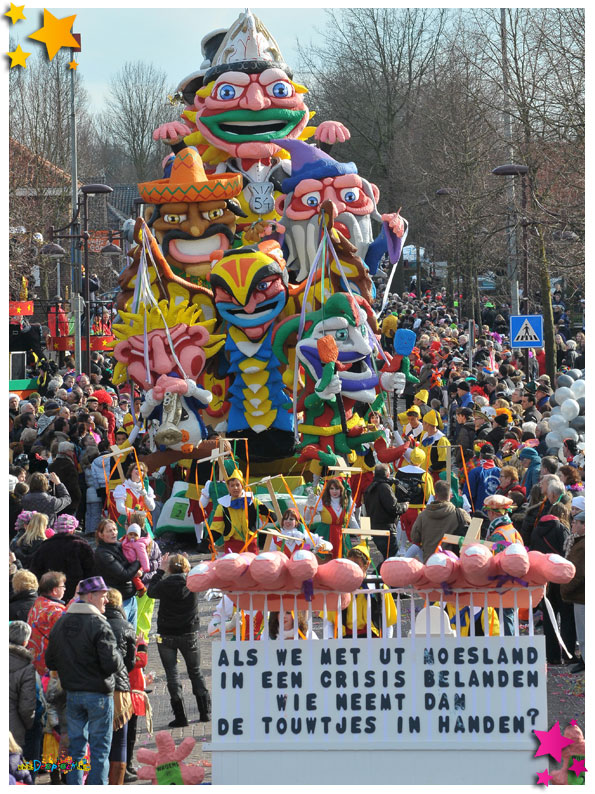
Praalwagen in een carnavalsoptocht.

Een carnavalsoptocht is een optocht gehouden tijdens carnaval. De optocht is een van de hoogtepunten van het carnaval en bestaat meestal uit praalwagens, loopgroepen, einzelgängers en muziekkorpsen (zaate hermeniekes of dweilorkesten).
Na afloop van een optocht worden er vaak prijzen uitgereikt voor onder andere de mooiste praalwagen, de leukste loopgroep of de leukste individuele act. Bij grotere optochten is er naast de juryprijs vaak ook een publieksprijs. Bij sommige optochten is deze wedstrijd gekoppeld aan het carnavalsmotto van de betreffende organiserende carnavalsvereniging en wordt dus gekeken welke deelnemers daaraan het beste uitvoering hebben gegeven. Vaak wordt tijdens de optocht de (lokale) politiek en actualiteit op de hak genomen of Prins Carnaval te kijk gezet. Daarbij wordt vaak de interactie met het publiek opgezocht. Ook worden er soms speciale lichtoptochten (lampjesoptochten) in de avond gehouden.
De laatste praalwagen van de optocht is traditiegetrouw de wagen van Prins Carnaval en de Raad van Elf. Zij sluiten de optocht af en strooien snoepgoed naar het publiek. Een carnavalsoptocht heeft sterke gelijkenissen met een Romeinse triomftocht: ook daarin ging de triomfator achteraan in de stoet, gaf hij graan en/of geld aan het volk en werd er met hem de spot gedreven.

## Nederland
Veel plaatsen en dorpen vooral in de provincies Noord-Brabant, Limburg en in een deel van Zeeland (vooral Zeeuws-Vlaanderen en een aantal plaatsen op Zuid-Beveland), maar ook daarbuiten, kennen een carnavalsoptocht.
De meeste optochten worden lokaal georganiseerd, waarbij de deelnemers voornamelijk uit het eigen dorp of de eigen stad komen. Er zijn echter ook grotere optochten met deelnemers uit de gehele regio. Dergelijke grote optochten in Brabant en Limburg kan men onder andere vinden in: Breda, Tilburg, Bergen op Zoom, Eindhoven, Helmond, Roosendaal, Hapert (Kempenoptocht), Valkenswaard, Soerendonk, Budel, Kerkrade, Heerlen, Weert (Groeëte Rogstaekers-optocht), Maastricht, Roermond en Sittard. In Limburg wordt sinds 2015 tijdens Halfvasten een Einzelgängeroptocht gehouden, telkens in een andere plaats. Buiten Brabant en Limburg zijn onder andere de optochten in Oldenzaal (Twente), Raalte (Salland) en in 's-Heerenhoek (Zuid-Beveland, Zeeland) groots opgezet.
Boven de Moerdijk zijn grote optochten te vinden in Hoogland, Noordwijkerhout, Oldenzaal en Zwaag. De optocht van Kloosterburen staat bekend als de noordelijkste in Nederland.

## België

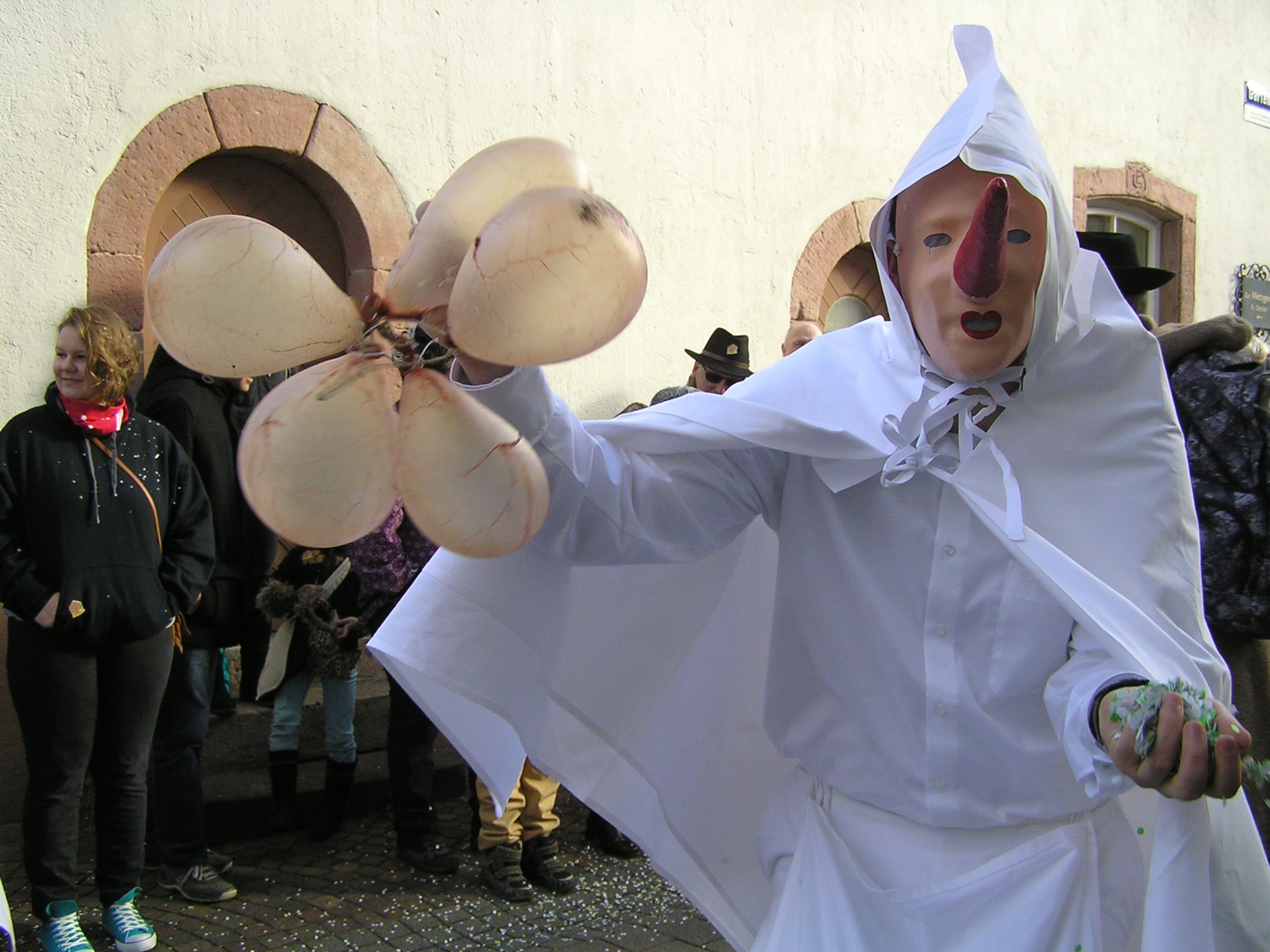
Een Blanc Moussin in Stavelot, met typerende varkensblaas en confetti.

In België is de optocht in Aalst het bekendst. De oudste stoet is de Halfvastenstoet van Maaseik. Ook op andere plaatsen in België worden optochten gehouden tijdens Halfvasten, zoals de Blanc Moussins in Stavelot. De vroegste carnavalsstoet is Zottegem Carnaval.

## Buitenland
Buiten Nederland en België zijn er ook grote carnavalsoptochten. Onder andere in het Duitse Rijnland, bijvoorbeeld op Rosenmontag in Keulen. In Latijns Amerika zijn er grote optochten tijdens het Carnaval in Rio de Janeiro en Curaçao. Een afgeleide hiervan is het Zomercarnaval Rotterdam.

## Kinderoptocht
In veel plaatsen is er naast de grote optocht ook een speciale kinderoptocht, vaak georganiseerd door de basisschool. Dit is een kleinere vorm van de carnavalsoptocht, waarbij de kinderen verkleed een optocht lopen in de omgeving van de school. Soms wordt daarbij dan Prins Carnaval en/of de jeugdprins ergens opgehaald en naar school gebracht, waar dan een feest plaatsvindt. Een bekende kinderoptocht is die van De Marotte in Sittard op de zondag voor carnaval.